# Ernest Adam (politicus)
Ernest Marie Adam (Lamorteau, 8 november 1899 - Diedenberg, 5 augustus 1985) was een Belgisch volksvertegenwoordiger, senator en minister voor de Katholieke Partij en de PSC, advocaat en bedrijfsleider.

## Levensloop
Adam was de zesde van de tien kinderen van Victor Adam en Marie-Julie Fosty. Na de humaniora te hebben gevolgd aan het college van Virton, behaalde hij de diploma's van doctor in de rechten en licentiaat politieke en sociale wetenschappen aan de KU Leuven (1923). Hij werd advocaat aan de balie van Luik (1924-1930).
Hij werd lid van de Société Royale Luxembourgeoise des Etudiants de l'UCL/KUL. In 1936 maakte hij deel uit van de adviesraad van de universiteit. Ook later bleef hij banden bewaren met zijn universiteit. In 1966 werd hij lid van de Financieraad en in 1968 van de Academische Raad. In 1970 werd hij bestuurder van de UCL.
Hij was betrokken bij heel wat onderwijsactiviteiten in Virton:
- ondervoorzitter (1928-1932) en voorzitter (vanaf 1932) en regeringsafgevaardigde van de bestuursraad van de École commerciale et industrielle in Virton,
- docent (1929-1932) en regeringsafgevaardigde (1932) aan het Institut Supérieur des Ingénieurs des Arts et Métiers in Virton,
- voorzitter van het Sécretariat d'Apprentissage in Virton (1932),
- bestuurder van de École ménagère agricole de l'État in Virton (1933-1940).

## Bedrijfsleven
Adam werd actief in het bedrijfsleven, voornamelijk in bedrijven en instellingen die met landbouw en veeteelt te maken hadden, meer bepaald ook met de melkindustrie. Zo werd hij:
- beheerder van de Laiterie Saint-Joseph in Virton,
- lid van het organisatiecomité van het Vierde Internationaal Congres van Landbouwbedrijven (1925),
- beheerder van de Société coopérative des Cultivateurs laitiers Luxembourgeois (Socolait) in Virton,
- voorzitter van de Nationale Maatschappij voor de Zuivelindustrie (1929),
- lid van de Luxemburgse provinciale kamer voor de Landbouw (1929),
- lid van de Hoge Raad voor de Landbouw (1929),
- bestuurder van het Rijkszuivelstation in Gembloux (1929),
- bestuurder van de Controlecommissie op de Boter (1929-1939),
- lid van de Société d'Agriculture in Virton (1930-1947),
- lid van de Kamer van Ambachten en Neringen in de provincie Luxemburg (1931-1937),
- voorzitter van de afdeling wetgeving bij de Hoge Raad voor de Landbouw (1932),
- ondervoorzitter van de Provinciale Kamer voor de Landbouw in Luxemburg (1935),
- medestichter, ondervoorzitter, lid van het dagelijks bestuur van de Nationale Dienst voor melk en melkproducten (1938-1939),
- medestichter en ondervoorzitter van het Nationaal Instituut voor Landbouwkrediet (1938-1939);
- lid van de Permanente nationale commissie voor de Landbouw (1936-1937).

In de bedrijfswereld werd hij:
- lid van het kredietcomité van de Bank van Brussel voor de provincie Luxemburg (1929-1971),
- beheerder van de Hauts-Fourneaux et Mines de Halanzy (1935),
- beheerder van de Société d'Electricité de la provincie de Luxembourg (Sodelux) in Halanzy (1937).

Na de oorlog was hij ook nog:
- beheerder en ondervoorzitter van de Société d'Electricité de Sambre et Meuse, des Ardennes et du Luxembourg in Auvelais (1961-1974),
- beheerder van de Société Miniére et Métallurgique de Husson et Halanzy;
- commissaris van de NMBS,
- voorzitter van de Luxemburgse Maatschappij voor Economische Studie en Expansie,
- lid van de Luxemburgse intercommunales voor economische expansie en voor valorisatie van het water.

## Politiek
In 1932-1936 en 1939-1946 werd Adam volksvertegenwoordiger, verkozen op de lijst van de katholieke partij in het arrondissement Neufchâteau-Virton.
Tijdens de Tweede Wereldoorlog trad hij toe tot het Verzet en kreeg hiervoor de Medaille van de Weerstand. Deze inzet bereidde hem voor op nieuwe politieke verantwoordelijkheid na de oorlog. In 1945 werd hij lid van het partijbureau van de PSC. Van 1950 tot 1968 was hij provinciaal senator voor Luxemburg en van 1968 tot 1971 gecoöpteerd senator. In de senaat was hij van 1967 tot 1971 voorzitter van de PSC-fractie.
Van juni 1965 tot februari 1966 was hij minister-staatssecretaris van Buitenlandse Handel en Technische Bijstand, adjunct van de minister van Buitenlandse Zaken Paul-Henri Spaak.
Hij nam door zijn zitting in het parlement deel aan heel wat officiële activiteiten:
- lid van de studiecommissie voor de economische betrekkingen met Nederland en Luxemburg (1946),
- lid van de studiecommissie voor de Landbouwsamenwerking binnen de Benelux (1946),
- ondervoorzitter van de Hoge Raad voor de Landbouw (1946),
- lid van de Nationale Marktcommissie van de FAO (1946),
- lid van de driepartijencommissie, belast met de Studie van de Situatie der Prijzen en Lonen, de Levensstandaard der Arbeiders en de Vergelijking tussen Lonen en Nationaal Inkomen (1948),
- lid van de Raadgevende Interparlementaire Beneluxraad (1958-1966),
- lid van de commissie voor de Herziening van de Grondwet en de Hervorming van de Instellingen (1960),
- voorzitter van de Hoge Jachtraad (1965),
- algemeen bestuurssecretaris van de Wereldtentoonstelling voor de Jacht in Boedapest (1971),
- lid van de Hoge Bosraad (1971).